# 阿帕瑪 (腓力五世之女)
阿帕瑪（希臘語：Απάμα,前三世紀人物），是馬其頓王國安提柯王朝公主，國王腓力五世的女兒。她的兄弟珀爾修斯是馬其頓末代國王。
阿帕瑪後來嫁給比提尼亞王國普魯西阿斯二世，成為他的王后。夫妻倆生下尼科美德二世。

## 來源
1. ↑  Radicke, Jan. IVA: Biography, Fascicle 7 Imperial and Undated Authors. Brill Academic Publishers, 1999, pg74